# Четвер (журнал)
«Четвер» — у минулому літературно-мистецький журнал концептуального спрямування; за визначенням його фундаторів, часопис «тексту і візії», заснований у 1989 році та вперше виданий у 1990 році. Головним редактором та засновником був Юрій Іздрик. Останній номер журналу №30 вийшов у 2008 році, журнал видавався у 1990-1997 та 1999-2008 роках.

## Історія
Журнал 1989 року заснували Юрій Іздрик, А. Селюх і П. Турко, які й увійшли до первісного складу редакції. Перші два номери були видані відповідно у 1990 та 1991 роках методом ксерокопіювання і мали обмежений наклад, характерний для «самвидаву». Однак вже в другому номері вдалося зібрати твори більшості тих авторів, які згодом будуть зараховані до «станіславського феномену» (А. Кирпан, М. Микицей, Володимир Єшкілєв, Тарас Прохасько, Олег Гуцуляк та ін.).
У 1991 році відбулися зміни у складі редакції: до роботи над журналом прилучився Юрій Андрухович і Тарас Прохасько. Результатом співпраці стала поява у 1992 році проєкту «Глосарій», котрий дотепер залишається хрестоматійним зразком альтернативного журналотворення.
Наступні числа виходили з інтервалом у рік: № 4 — проєкт «Імперія», № 5 — «Четвер(г)», № 6 — «Крайслер Імперіал», № 7 — «Псевдо-Перевал».
У 1997 р. роботу над журналом призупинено і відновлено 1999 р. з ініціативи видавництва «Лілея-НВ», як щоквартальний часопис. Останній номер журналу №30 побачив світ у 2008 році.

## Редакція
- Редактор — Юрій Іздрик
- Співредактор — Софія Андрухович
- Коректор — Галина Завалій
- Художній редактор — Сашко Шевцов.